# 博伊莫尔托
博伊莫尔托（西班牙語：Boimorto），是西班牙加利西亚自治区拉科鲁尼亚省的一个市镇，下辖有13个堂區。

## 人口
| 博伊莫尔托             |
|                        |
| 来源：西班牙国家统计局 |